# لوكا بوسكوسكورو
لوكا بوسكوسكورو (بالإيطالية: Luca Boscoscuro)‏ هو متسابق دراجات نارية إيطالي. نافس في سباقات بطولة العالم لفئة 250 سي سي ولفئة 50 سي سي.

## روابط خارجية
- لوكا بوسكوسكورو على موقع MotoGP.com (الإنجليزية)
- لوكا بوسكوسكورو على موقع CONI honoured athlete website (الإيطالية)